# Kreativní třída
Kreativní třída je pojem, který razí ekonom a sociolog Richard Florida. Jde o stále rostoucí skupinu členů střední třídy, k jejichž náplni patří tvořivost. Kreativita je podle Floridy největší konkurenční výhodou dneška. Vysoká poptávka po kreativitě tedy podle něj dala vzniknout nové společenské vrstvě, kterou Florida a další nazývají „kreativní třídou“. Ta musí věci dělat jinak a neustále vymýšlet změny a novoty. Oproti tomu ostatní povolání (ve výrobě a ve službách) jsou placena hlavně za to, aby se neodchylovala od pracovního postupu a dosahovala maximální přesnosti. 
Do kreativní třídy Florida řadí vědce, inženýry a doktory ve vývoji a konstrukci, architekty, designéry, pedagogy, umělce všeho druhu, pracovníky v zábavním průmyslu. Další autoři přidávají i top manažery v podnicích, kteří mají na starosti vize a strategie, urbanisty a plánovače rozvoje měst a regionů apod. Tyto profese Florida souhrnně nazývá ústřední kreativní třídou.
Kreativní třída se v současnosti rozrůstá. Podle Floridy kreativní třída v USA již činí asi 30 % zaměstnanců, dělníků je asi 26 % a ve službách pracuje asi 43 % lidí.